# 伊香保神社
伊香保神社（いかほじんじゃ）は、群馬県渋川市にある神社である。伊香保温泉を守護する神社。式内社（名神大社）で、旧社格は県社兼郷社。上野国三宮とされる。伊加保神社とも書かれる。かつては三宮神社（北群馬郡吉岡町大久保）が本宮だったという。

## 祭神
現在の主祭神は大己貴命と少彦名命の二座で、温泉・医療の神を祭る。
ただし当社が現在の温泉地に移転する以前は、「いかほ」（榛名山も含むこの地域の旧称）の山々を山岳信仰の場とした「いかつほの神」一座が祭神であったとされる。また三宮神社祭神を考慮した説では、十一面観音であるとされる。

## 歴史
現在の温泉街内の伊香保神社の由緒では825年（天長2年）の創建。旧本社とされる三宮神社は750年（天平勝宝2年）創祀。
六国史初出は『続日本後紀』835年（承和2年）9月辛未条で、名神に列している。同6年6月甲申に従五位下となり、以後昇階して880年（元慶4年）5月25日に赤城神社と並ぶ従四位上となった。
延喜式では「群馬郡 井加保神社 名神大」と記載されており、名神大社に列した。「上野国交替実録帳」では正一位。上野国三宮。しかし後援豪族が衰退したらしく、中世以後は社勢衰微した。
尾崎喜左雄「伊香保神社の研究」によると、当初の山岳信仰時代には現在地に鎮座しておらず、里宮として今の三宮神社の地に伊香保神社はあったという。また豪族・有馬氏（阿利真公）が祭祀を行い、若伊香保神社のある渋川市有馬に最初は鎮座していたともいう。
少なくとも平安以降に伊香保温泉街へ移転し、温の守護神となった。近世に入ると社号を「温泉神社」と称した。別当は寛永年間創建の温泉寺。
1873年（明治6年）、社号を「伊香保神社」に戻した。同年9月19日には県社兼郷社となる。
社殿については、1878年（明治11年）3月火事により全焼したため、同時に消失していた摂社の温泉神社（もと医王寺の薬師堂）を1884年（明治17年）合祀してその跡地に現社殿（仮宮）を再建、現在に至る。

## 境内
神社は長さ300m、360段ある伊香保温泉の石段街の最上部にある。

## 関連する神社
- 三宮神社（里宮、かつて山岳信仰時代の本宮、上野国三宮）
- 若伊香保神社（尾崎喜左雄説では、有馬氏が里宮・三宮神社を勧請した際に旧地に存続した社だという）